# Loreyna Colombo
Pour les articles homonymes, voir Colombo (homonymie).
Loreyna Colombo, née le 13 octobre 1997, est une actrice française aux racines guyanaises.

## Biographie
Elle est révélée dans le film La Première Étoile de Lucien Jean-Baptiste dans lequel elle interprète la chanson La Montagne de Jean Ferrat. Après un deuxième rôle dans 30° Couleur avec le même réalisateur, elle retrouve le rôle de Manon dans La Deuxième Étoile dans laquelle elle tient un rôle d'adolescente qui cherche à se positionner entre culture familiale et ses envies.

## Filmographie

### Cinéma
Longs métrages
- 2008 : La Première Étoile de Lucien Jean-Baptiste : Manon Élisabeth
- 2012 : 30° Couleur de Lucien Jean-Baptiste et Philippe Larue : Alice
- 2017 : La Deuxième Étoile de Lucien Jean-Baptiste : Manon Élisabeth

Courts métrages
- 2021 : Lola de Vincent Casiro : Lola
- À venir : Chasing Joséphine de Dianne Bartlow : Joséphine Baker

### Télévision
- 2012 : Vive la colo ! : Charlotte (saison 2)
- 2016 - 2021 : Munch : Pauline